# أولوف بيرسون
أولوف بيرسون (بالسويدية: Olof Persson)‏ (و. 1978  م) هو لاعب كرة قدم، من السويد، ولد في مالمو، يلعب كمُدَافِع، وقلب الدفاع (كرة القدم).

## روابط خارجية
- أولوف بيرسون على موقع قاعدة بيانات كرة القدم.إي يو (الإنجليزية)
- أولوف بيرسون على موقع ناشيونال فوتبول تيمز (الإنجليزية)